# Katsutoshi Nekoda
Katsutoshi Nekoda (猫田 胜敏, Nekoda Katsutoshi), est un joueur japonais de volley-ball né le 1er février 1944 à Hiroshima et décédé le 4 septembre 1983 à l'âge de 39 ans. Il évoluait au poste de passeur.
Il prit sa retraite en 1980, et décède d'un cancer de l'estomac en 1983.

## Listes des médailles des Jeux olympiques
Compétition par équipe
| Récompenses        | Années | Lieux  |
| ------------------ | ------ | ------ |
| Médaille d'or      | 1972   | Munich |
| Médaille d'argent  | 1968   | Mexico |
| Médaille de bronze | 1964   | Tokyo  |

## Palmarès
- Jeux olympiques (1)
  - Vainqueur : 1972
  - Deuxième : 1968
  - Troisième : 1964

- Championnat du monde 
  - Troisième : 1970, 1974

- Coupe du monde de volley-ball masculin 
  - Deuxième : 1969, 1977

- Championnat du Japon 
  - Deuxième : 1974, 1979

- Tournoi de Kurowashiki 
  - Deuxième : 1969, 1977, 1978